# Зоран Заєв
Зоран Заєв (мак. Зоран Заев; нар. 8 жовтня 1974, Струмиця) — македонський економіст і політик, прем'єр-міністр Північної Македонії з 31 серпня 2020 до 16 січня 2022 та з 31 травня 2017 до 3 січня 2020 року. 2003—2005 — депутат парламенту, 2005—2016 — мер Струмиці. Голова лівоцентристського Соціал-демократичного союзу (2013—2021).

## Раннє життя і освіта
Зоран Заєв народився 8 жовтня 1974 року у Струмиці. Дитинство провів у селі Муртіно, звідки родом була його сім'я, пізніше він переїхав до Струмиці. У Муртіно допомагав батькам по фермерству. Після закінчення початкової і середньої школи у рідному місті, він поступив на економічний факультет Університету св. Кирила і Мефодія у Скоп'є, який закінчив в 1997 році. У цьому ж університеті здобув диплом магістра з монетарної економіки. Раніше перед цим він одружився зі своєю дружиною Зорицею.

## Політика
Заєв став членом Соціал-демократичного союзу Македонії у 1996 році. Двічі обирався головою партійної місцевої адміністрації Струмиці. З 2006 по 2008 був віцеголовою партії. Тричі вигравав місцеві вибори, і з 2005 по 2016 рік був мером Струмиці. Після відставки Бранко Црвенковського з посади голови СДСМ у 2013 році, Заєв був обраний на його місце. Крім того, з 2003 по 2005 роки був депутатом парламенту. Після парламентських виборів 2016 року Заєв сформував у травні 2017 року коаліційний уряд за підтримки Демократичного союзу за інтеграцію та Альянсу за албанців.
У вересні 2020 року після того, як президент Македонії звернувся до Вселенського патріарха з проханням про надання томосу про надання Томосу про автокефалію Македонській православній церкві, звернувся із аналогічною заявою.
1 листопада 2021 року після перемоги опозиції у другому турі муніципальних виборів, що відбулись 31 жовтня, оголосив про майбутню відставку з посади прем'єр-міністра та президента Соціал-демократичного союзу Македонії, він очолював попередній уряд з 31 травня 2017 року по 3 січня 2020 року і з 31 серпня 2020 року.. 24 грудня 2021 року подав у відставку з посади прем'єра країни.

## Критика
У січні 2015 року прем'єр-міністр Никола Груєвський звинуватив Заєва в імовірній змові з іноземною розвідувальною службою та дипломатами з метою повалення уряду й у причетності до ймовірної спроби державного перевороту. Згодом Заєв звинуватив Груєвського у прослуховуванні телефонних розмов і незаконному шпигунстві як мінімум 20 000 осіб у країні. Прокурор, з іншого боку, звинуватив Заєва у шантажі Груєвського і затримав п'ятьох осіб, пов'язаних з цією справою. Справа була завершена через недостатність доказів.
Після обрання головою СДСМ Заєв став лідером опозиції. У цій ролі Заєв взяв участь у зустрічі з Груєвським та Йоганнесом Ганом, єврокомісаром з питань розширення, у червні 2015 року для подолання політичної кризи. У результаті переговорів була укладена Пржинська угода, яка передбачала організацію тимчасовим урядом дострокових виборів у квітні 2016 року та спеціальну прокуратуру для розслідування скандалу з прослуховуванням телефонних розмов. Заєв погрожував бойкотувати вибори через те, що Груєвський перешкоджав Пржинській угоді та реформам у судовій системі та ЗМІ.
9 липня 2019 року була опублікований запис розмови з російськими пранкерами та агентами ФСБ Вованом і Лексусом, в якому Заєв погодився дати хабар патріарху Варфоломію у розмірі 100 тисяч євро для отримання автокефалії Македонської православної церкви. Заєв підтвердив факт розмови, проте заявив, що запис був змонтований..

## Прем'єр-міністр
31 травня 2017 року македонський парламент затвердив Заєва на посаду прем'єр-міністра. За нього проголосували 62 депутата із 120. Голосування завершило місяці політичної невизначеності. Опитування 1159 громадян, проведених македонською Brima Gallup International Association у липні 2017 року, показало, що 62 % населення підтримують прем'єр-міністра Заєва. Під час свого виступу Заєв представив програму нового уряду, заявивши, що в наступні роки його пріоритетом стане вступ до НАТО та ЄС. Він також пообіцяв економічне зростання та подолання корупції, проголосивши «відповідальний, реформістський та європейський уряд».
Деякі газети трактували деякі заяви Заєва для газет «БГНЕС» та «Курір» як утвердження, що він вважає македонців єдиним народом із болгарами чи сербами. В оригінальному відео-інтерв'ю болгарській газеті «БГНЕС» Заєв повідомив: «Я хочу послати повідомлення всім громадянам Болгарії. Ми братський народ, один і той же народ». В інтерв'ю сербській газеті «Курір» він заявив, що «серби і македонці — братський народ» та «Ніхто не просив Зорана Заєва зробити щось проти македонців, проти сербів, проти якоїсь етнічної спільноти чи проти якогось нашого сусіда. Ми чули утвердження, що Заєв засуджує Сербію за геноцид. Бо вона для мене такий же народ».
3 січня 2020 року Заєв подав у відставку за домовленістю лідерів провідних партій Північної Македонії щодо проведення позачергових виборів, так як Північна Македонія знову не отримала дату початку переговорів щодо членства в Євросоюзі. Тепер президент Стево Пендаровський повинен проінформувати спікера парламенту Талата Джафері щодо необхідності формування нового кабінету. До виборів у квітні країною керуватиме «службовий кабінет» на чолі з колишнім міністром внутрішніх справ Олівером Спасовським.

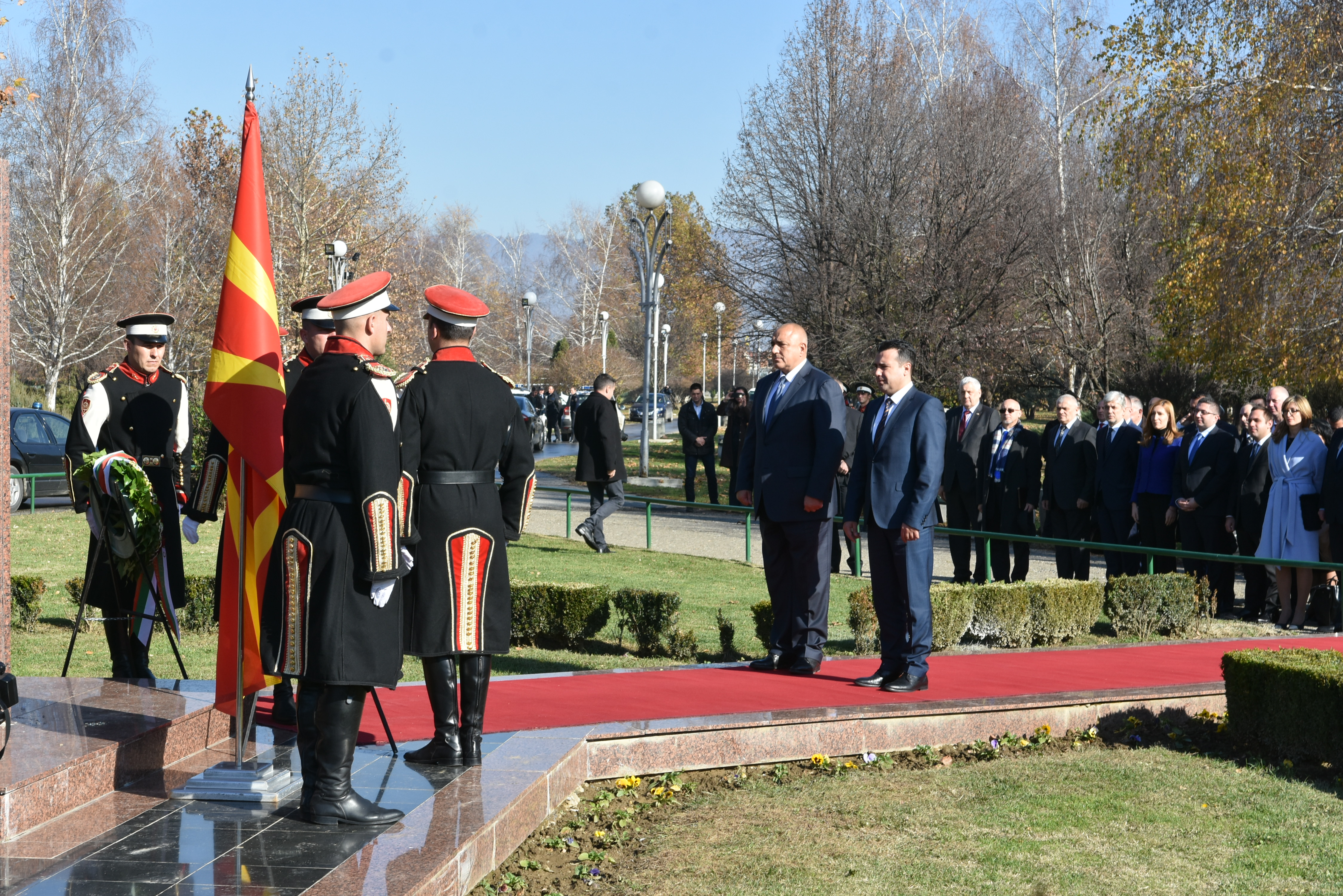
Прем'єр-міністр Болгарії Бойко Борисов і Заєв вшановують память колишнього президента Македонії Бориса Трайковського на його монументі в Струмиці

### Договір про дружбу та співробітництво з Болгарією
Північна Македонія та Болгарія мають складні сусідські відносини. У 2012 році Болгарія стала на бік Греції з питання надання дати початку переговорів щодо вступу Македонії до ЄС. Болгарія звинуватила Македонію у дискримінації етнічних болгар і створенні антиболгарської атмосфери у країні. З моменту приходу до влади уряду Заєва у травні 2017 року перспективи поліпшення відносин між двома країнами значно зросли. У червні на зустрічі зі Заєвим у Софії прем'єр-міністр Бойко Борисов заявив, що Болгарія підтримує прагнення Македонії вступити до Європейського Союзу та НАТО, і що вона підпише з країною давно відкладений договір про дружбу. У результаті 1 серпня уряди обох країн підписали договір з метою зміцнення відносин між двома балканськими державами. Йому передували 18 років напружених переговорів. Договір створює комітет з «об'єктивного перегляду спільної історії» двох країн і передбачає відзначення разом на державному рівні подій із своєї спільної історії. «Македонія та Болгарія мають багато зі спільної історії, і це є відправним пунктом для європейського та євроатлантичного майбутнього Македонії», — розповів Заєв на церемонії у Скоп'є. Договір був ратифікований парламентом Республіки Македонія 15 січня 2018, через кілька днів його ратифікував і болгарський парламент.

### Вирішення спору щодо назви з Грецією
В останні роки в опозиції та під час інаугураційного виступу новий прем'єр-міністр Зоран Заєв поклявся у своїй рішучості врегулювати багаторічний спір з Грецією. Були активізовані зусилля між урядами обох країн щодо врегулювання спору щодо назви. 17 січня 2018 року відновились переговори за підтримки ООН, на яких посли Греції та Македонії Адамантіос Василакіс та Васко Наумовський зустрілись з посланцем ООН у Вашингтоні. Він запропонував на вибір п'ять назв, всі вони містили назву Македонія, транслітеровані з кирилиці.
Після зустрічі із Ципрасом у Давосі Заєв оголосив, що вулиці і об'єкти, такі як аеропорт ім. Александра Великого у Скоп'є, які отримали назви від націоналістичної ВМРО-ДПМНЄ на честь давньомакедонських героїв і осіб, таких як Александр Великий, будуть перейменовані в знак доброї волі до Греції. Зокрема Заєв заявив, що автомагістраль «Александр Македонський», автомагістраль Е-75, який з'єднує Скоп'є із Грецією, буде перейменована на «Магістраль дружби». В обмін на це прем'єр-міністр Греції оголосив, що Греція погодиться на заявку Македонії в участі угоди про адріатичне та іонійське співробітництво, а парламент Греції ратифікує другий етап Угоди про асоціацію Європейського Союзу з Македонією в рамках приєднання Північної Македонії до Європейського Союзу, яке було заблоковано Грецією у 2009 році.
У кінці лютого 2018 року уряд та установи Республіки Македонія оголосили про припинення реалізації програми «Скоп'є-2014», направленої на те, щоб зробити столицю Північної Македонії «більш класичною» і почали прибирати спірні пам'ятники та статуї. Весною 2018 року були проведені розширені переговори з метою вирішення спору щодо назви, при цьому часті зустрічі міністрів закордонних справ Греції та Македонії призвели до відчутного прогресу у спорі.
12 червня 2018 року прем'єр-міністр Греції Алексіс Ципрас оголосив про досягнення угоди у спорі з його македонською колегою, «яка охоплює всі попередні умови, визначені грецькою стороною». Ця пропозиція призведе до того, що (колишня) Республіка Македонія буде перейменована на Республіку Північна Македонія (мак. Република Северна Македонија; грец. Δημοκρατία της Βόρειας Μακεδονίας). Заєв оголосив, що угода включає у собі визнання македонської мови в ООН і що громадяни країни, як і раніше, будуть називатися македонцями. Проте існує чітке роз'яснення, що громадяни країни не мають жодного відношення до будь-якої елліністичної цивілізації, що раніше заселяла регіон.
5 липня парламент Македонії вдруге ратифікував Преспанську угоду, за неї проголосувало 69 депутатів. 11 липня НАТО запросила Македонію на переговори щодо вступу до Євроатлантичного альянсу, ставши 30-м членом цієї організації. 30 липня Збори Македонії затвердили проведення рекомендаційного референдуму щодо зміни назви країни, який відбувся 30 вересня. Вирішальне голосування щодо внесення змін до конституції та назви країни відбулося 11 січня 2019 року, на яких македонські парламентарі проголосували «за». Зміни набрали чинності після ратифікації грецьким парламентом Преспанської угоди та Протоколу щодо вступу Північної Македонії до НАТО.

### Відносини з Албанією та з македонськими албанцями
Зоран Заєв має відносно добрі відносини з Албанією та македонськими албанцями. Під час парламентських виборів 2016 року він підтримав албанські партії та Тирана-платформу, угоду між СДСМ, ДСІ та БЕСА у Тирані, Албанія. Заєву вдалося перемогти на виборах у Північній Македонії, однак президент Георге Іванов не прийняв його як нового прем'єр-міністра. Іванов сказав, що він відмовився давати мандат на формування нового уряду країни лідеру СДСМ Зорану Заєву, який досяг коаліційної угоди з партіями етнічних албанців. Він відмовляється давати такий мандат «будь-кому, хто веде переговори з платформами зарубіжних країн, які шантажують македонський народ, ставлять під загрозу цілісність держави, її суверенітету та незалежності». Це призвело до політичної кризи (2015—2017) та штурму македонського парламенту, де більшість македонців та правляча ВМРО-ДПМНЄ боялися посилення албанського впливу в Північній Македонії.
У ВМРО-ДПМНЄ охарактеризували Заєва та СДСМ як зрадників, яким платять з Албанії і зарубіжних країн, хочуть ввести албанську як другу державну мову в країні та федералізувати Македонію.
В інтерв'ю Top Channel Зоран Заєв описав Албанію як найдружнішу країну для Північної Македонії, й це 100 % дружба, взаємна підтримка прогресу, спільне й краще майбутнє для громадян. Заєв відмітив, що торгівля між Тираною і Скоп'є в 2018 році збільшилася на 11,5 відсотка, й що обидві країни мають значні можливості для вирішення інших завдань.

## Сім'я
Одружений, має двох дітей. Сповідує православ'я.